# Коцур, Игорь Кузьмич
Игорь Кузьмич Коцур (19 марта 1923, село Сутиски, Тывровская волость, Винницкий уезд, Подольская губерния — 27 ноября 2006, Краснодар) — участник Великой Отечественной войны, пилот вертолёта Ми-1 Северо-Кавказского управления гражданской авиации Министерства гражданской авиации СССР. Герой Социалистического Труда.

## Биография
Родился 19 марта 1923 года в селе Сутиски Тывровской волости Винницкого уезда Подольской губернии (ныне посёлок в Тывровский район Винницкой области Украины. Украинец. В 1940 году окончил 7 классов школы.
В армии с февраля 1941 года. В 1942 году окончил Краснодарскую военную авиационную школу лётчиков.
Участник Великой Отечественной войны: в декабре 1942 — феврале 1943 — лётчик 845-го истребительного авиационного полка, в феврале 1943 — мае 1945 — лётчик, старший лётчик и командир звена 1-го гвардейского истребительного авиационного полка. Воевал на Волховском (декабрь 1942 — февраль 1943), Калининском (февраль — апрель 1943), Воронежском (май — июнь 1943), Западном (июнь — июль 1943), Брянском (июль — август 1943), 1-м Прибалтийском (октябрь 1943 — январь 1944), 3-м Белорусском (июнь — сентябрь 1944) и 1-м Украинском (ноябрь 1944 — май 1945) фронтах.
Участвовал в прорыве блокады Ленинграда, Ржевско-Вяземской, Орловской, Невельской, Городокской, Витебско-Оршанской, Минской, Вильнюсской, Каунасской, Сандомирско-Силезской, Нижнесилезской, Берлинской и Пражской операциях. 3 августа 1943 года был ранен осколком в предплечье левой руки.
За время войны совершил 95 боевых вылетов на истребителях Як-7Б и Як-3, в 9 воздушных боях лично сбил 2 самолёта противника.
После войны продолжал службу в ВВС командиром звена истребительного авиаполка (в Центральной группе войск; Венгрия). С января 1948 года капитан И. К. Коцур — в запасе.
С 1948 года работал пилотом 81-го авиаотряда Северо-Кавказского управления Гражданской авиации. Летал на самолётах По-2 и Як-12. Первым на Кубани освоил вертолёт Ми-1, являлся инициатором внедрения этих машин на работах по защите виноградников от сельскохозяйственных вредителей. Был пионером передовых методов обработки больших площадей.
За выдающиеся успехи в выполнении заданий семилетнего плана по перевозкам пассажиров воздушным транспортом, применении авиации в народном хозяйстве страны и освоении новой авиационной техники Указом Президиума Верховного Совета СССР от 15 августа 1966 года Коцуру Игорю Кузьмичу присвоено звание Героя Социалистического Труда с вручением ордена Ленина и золотой медали «Серп и Молот».
После ухода с лётной работы трудился старшим инженером поисково-спасательной службы 2-го Краснодарского объединённого авиаотряда.
Подполковник (1977).
Жил в городе Краснодаре. Умер 27 ноября 2006 года. Похоронен на Славянском кладбище в Краснодаре.

## Награды
- Золотая медаль «Серп и Молот» (15.8.1966);
- Орден Ленина (15.8.1966)
- Орден Красного Знамени (29 05.1945)
- Орден Красной Звезды (23.11.1943)
- Орден Отечественной войны II степени
- Медаль «За трудовую доблесть» (5.11.1954)
- Медаль «В ознаменование 100-летия со дня рождения Владимира Ильича Ленина» (6 апреля 1970)
- Медаль «За победу над Германией в Великой Отечественной войне 1941—1945 гг.»
- Медаль «Двадцать лет Победы в Великой Отечественной войне 1941—1945 гг.»
- и другими
- Почётный гражданин города Краснодар (1985)[2].

## Память
- В Краснодаре установлена мемориальная доска с именами Героев Социалистического Труда Кубани и Адыгеи